# Boreosomus
Boreosomus es un género extinto de peces actinopterigios prehistóricos. Fue descrito por Stensiö en 1921.
Vivió en China, Madagascar, Groenlandia, España, Reino Unido y los Estados Unidos (Arizona).

## Especies
- † Boreosomus arcticus (Woodward, 1912) [Acrolepis arctica Woodward 1912]
- † Boreosomus gillioti (Priem, 1924) [Diaphorognathus gillioti (Priem 1924); Gyrolepis gillioti Priem 1924]
- † Boreosomus merlei Beltan, 1957
- † Boreosomus piveteaui Stensiö, 1921
- † Boreosomus reuterskioeldi Stensiö, 1921
- † Boreosomus scaber Stensiö, 1921

## Fósiles

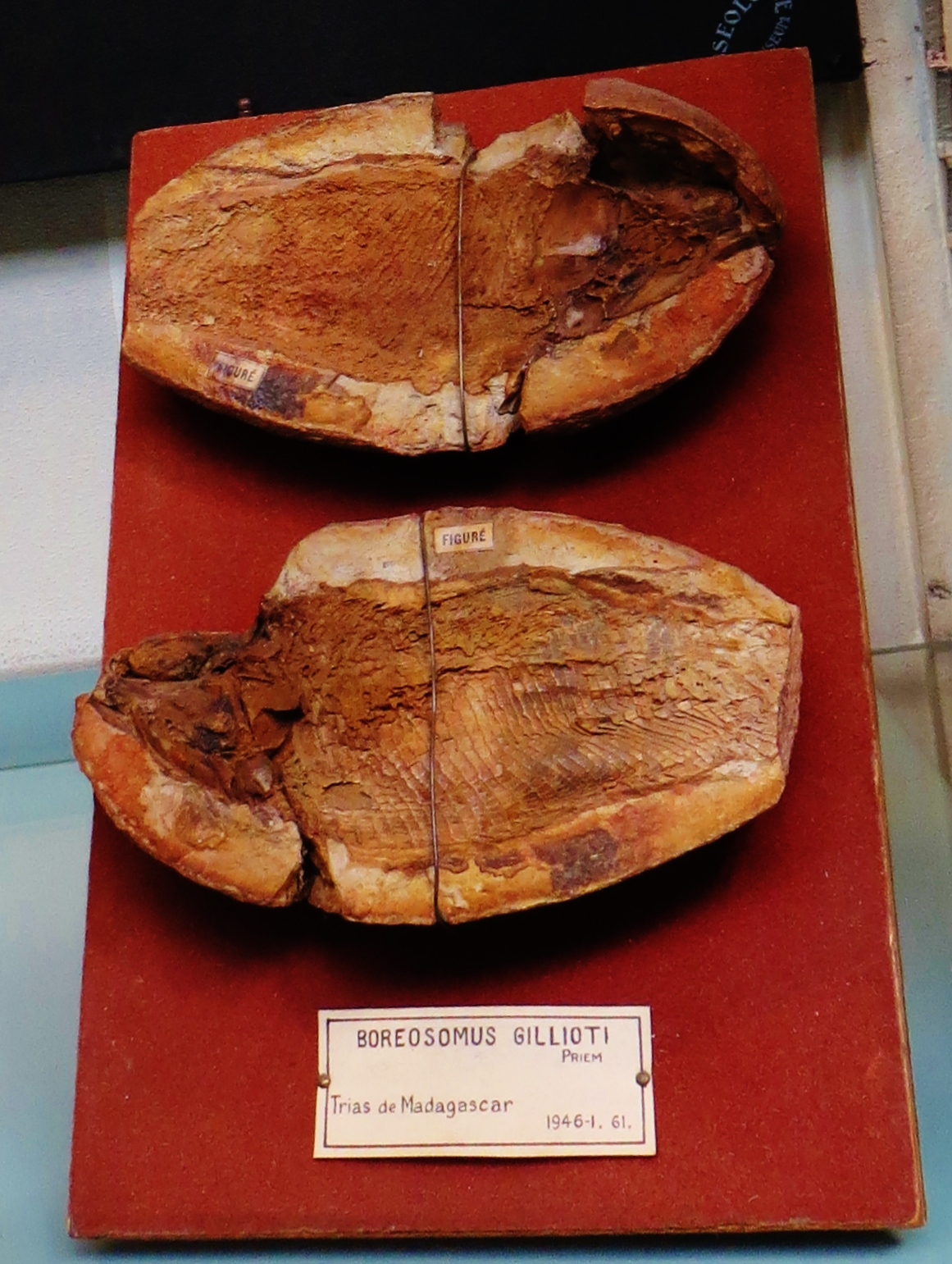
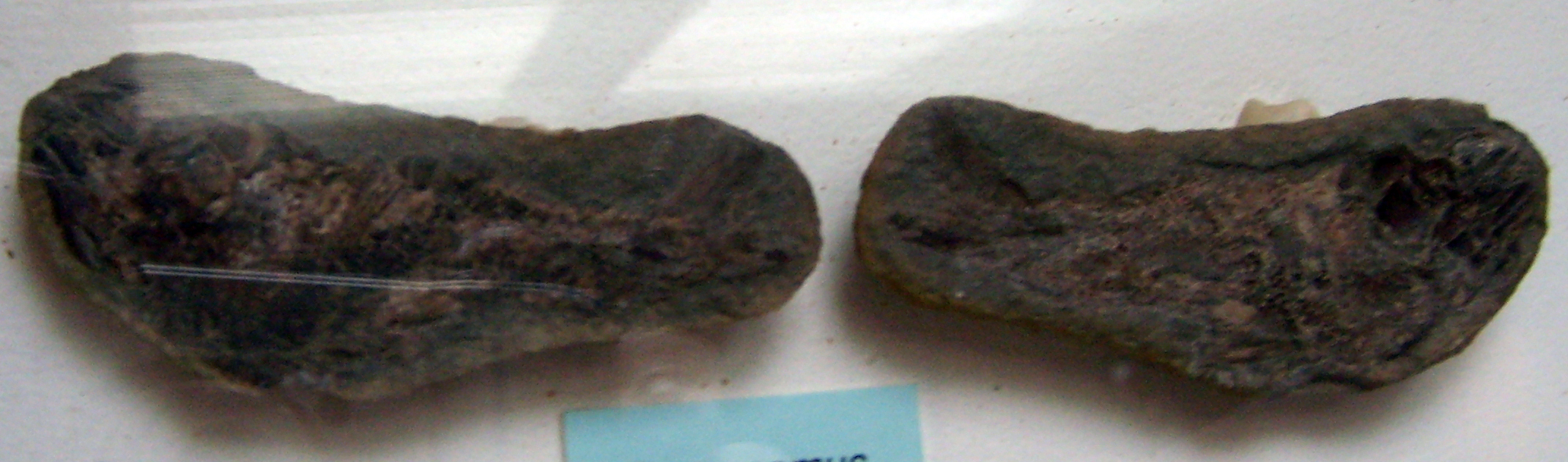
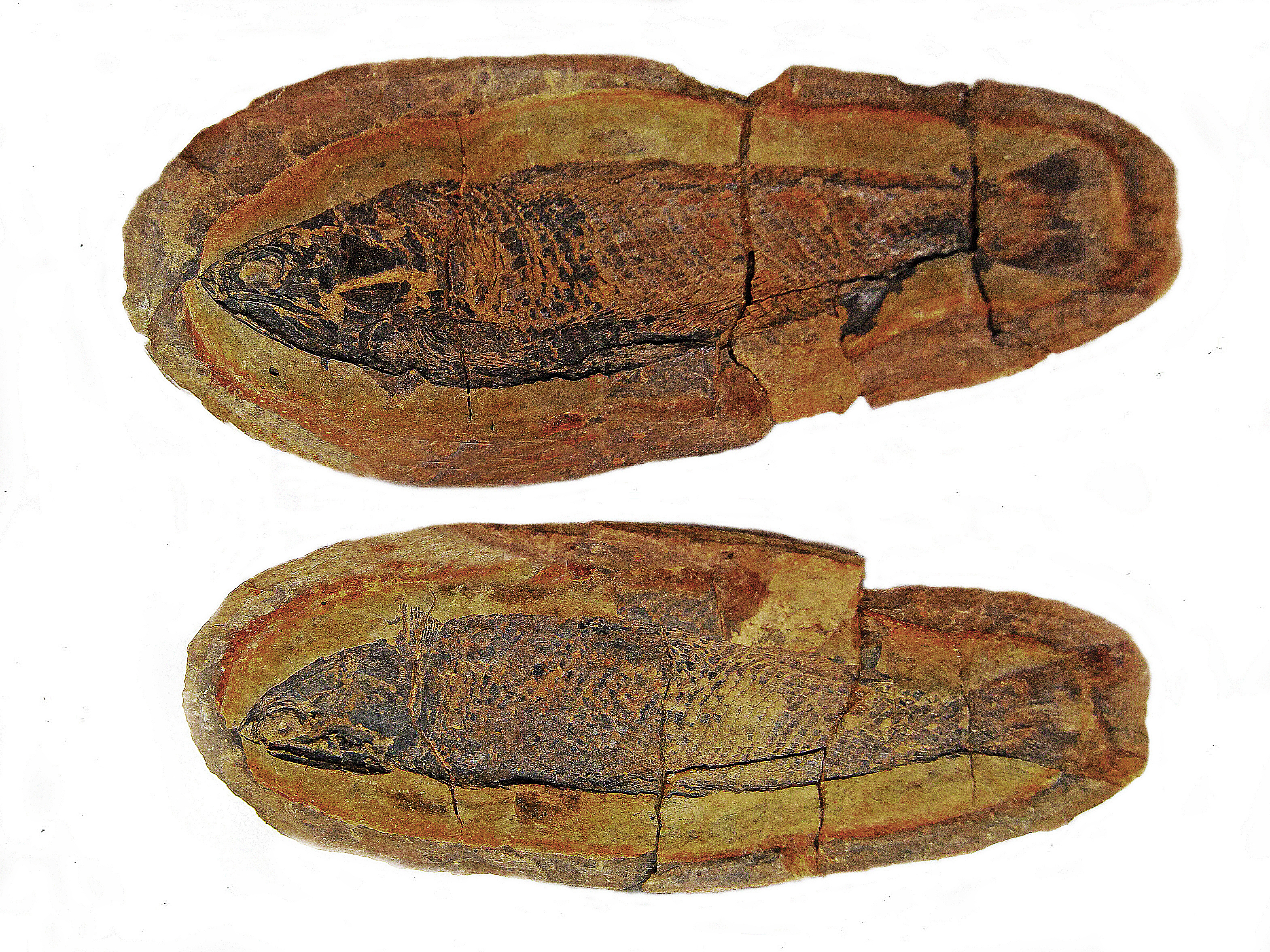